# Osu!
Osu! (stylisiert als osu!) ist ein Freeware-Rhythmusspiel, das ursprünglich vom australischen Software- und Spieleentwickler Dean Herbert entwickelt und von ihm selbst veröffentlicht wurde. Es erschien am 16. September 2007 für Microsoft Windows. Später erschienen Portierungen für macOS, Linux, Android und iOS.
Das Spielprinzip von osu! basiert auf der Rhythmusspielreihe Osu! Tatakae! Ōendan. Dabei werden Musiknoten, die in Form von Kreisen erscheinen, mithilfe des Mauszeigers angeklickt. Seit der Veröffentlichung des Spiels wurden drei weitere Spielmodi hinzugefügt, die von Taiko no Tatsujin und Beatmania inspiriert sind. Im Gegensatz zu vielen anderen Rhythmusspielen werden die Level in osu! von den Spielern selbst erstellt und hochgeladen, was erheblich zur Beliebtheit des Spiels beiträgt.
Das Spiel steht in enger Verbindung zur japanischen Kultur, insbesondere zu Anime-Musik. In der Ego-Shooter-Szene nutzen Profispieler osu! zum Aufwärmen und Trainieren. Des Weiteren organisiert die osu!-Community regelmäßig Wettbewerbe und Turniere zwischen den Spielern.

## Spielprinzip
Osu! ist ein Rhythmusspiel, bei dem während eines Songs sogenannte Hit Circles (englisch für „Trefferkreise“) als Noten erscheinen. Das Ziel besteht darin, diese Kreise zum richtigen Zeitpunkt und in der korrekten Reihenfolge anzuklicken, unterstützt durch sogenannte Approach Circles (englisch für „Annäherungskreise“), die sich den Hit Circles annähern und den Timing-Moment visuell anzeigen. Das Kernspielprinzip ist vom Nintendo-DS-Rhythmusspiel Osu! Tatakae! Ōendan und dessen Nachfolger Elite Beat Agents inspiriert. Slider- und Spinner-Noten erfordern, dass der Spieler die Noten anklickt und die Maustaste gedrückt hält, während er den Mauszeiger bewegt. Wer zu viele Noten verpasst, scheitert am Song und muss von neu beginnen. Spezielle Einstellungen, sogenannte Mods, können das Spielverhalten verändern – etwa durch Tempobeschleunigung des Songs oder verkleinerte Kreise. Die Songs werden in Form von Level als sogenannte Beatmaps erstellt, wobei ein Song mehrere Beatmaps mit unterschiedlichen Schwierigkeitsgraden haben kann. Einige Beatmaps (inklusive Tutorial) sind bei der Installation enthalten, weitere lassen sich von der Spiel-Website herunterladen.
Beatmaps können von allen Nutzern erstellt und hochgeladen werden. Im Einzelspieler-Modus lassen sich die Punktzahlen, die auf den Beatmaps erreicht wurden, in einer Online-Bestenliste mit anderen Spielern vergleichen. Die Punktzahlen werden hauptsächlich anhand ihrer Performance Points (abgekürzt PP) gemessen, welche die verschiedenen Fähigkeitsdimensionen des Spielers erfassen. Die Spieler können andere als Freunde hinzufügen und im Spiel chatten, während der Mehrspieler-Modus es Spielern in Gruppen ermöglicht, Beatmaps synchron miteinander zu spielen.

### Spielmodi
Der ursprüngliche und beliebteste Spielmodus, basierend auf Osu! Tatakae! Ōendan, ist auch als osu!standard bekannt. Es gibt außerdem drei alternative Spielmodi: osu!mania, osu!taiko und osu!catch. In osu!mania – einem Modus, der auf Rhythmusspielreihen wie Beatmania und Guitar Hero beruht – muss der Spieler die richtigen Tasten auf der Tastatur drücken, sobald die Noten den unteren Bildschirmrand erreichen. Osu!taiko basiert auf Taiko no Tatsujin: Hier bewegen sich die Noten von rechts nach links, und der Spieler muss die richtigen Tasten drücken, sobald diese die linke Seite des Bildschirms erreichen. Osu!catch orientiert sich an EZ2Catch, einem Spielmodus in EZ2DJ. Dabei fallen Früchte vom oberen Bildschirmrand, und der Spieler steuert eine Figur am unteren Rand, die er nach links und rechts bewegen kann, um möglichst viele Früchte einzufangen.

## Entwicklung
Osu! wurde von Dean Herbert, einem australischen Entwickler, der online unter den Pseudonymen „peppy“ oder „ppy“ bekannt ist, als Computer-Version von Osu! Tatakae! Ōendan und Elite Beat Agents entwickelt. Eines seiner Ziele war es, durch die Integration von nutzererstellten Beatmaps das Spiel nachhaltig attraktiv zu halten. Herbert hatte bereits vor osu! Erfahrung in der Spieleentwicklung gesammelt, indem er während seiner Schul- und Studienzeit kleinere Spiele programmiert hatte,:05:34 gab jedoch an, nicht damit gerechnet zu haben, dass dies einmal sein Beruf werden würde.:00:20  Mit der Entwicklung von osu! begann er während seines Studiums und hatte bereits nach wenigen Stunden eine funktionsfähige Version des Spiels, die er mit Freunden teilte.:00:50 Das Spiel wurde in C# unter Verwendung des XNA-Frameworks programmiert.:03:24 Die erste öffentliche Version wurde am 16. September 2007 veröffentlicht, und bereits einen Monat später, am 17. Oktober, folgte die Open-Beta-Version.
Aufgrund der wachsenden Popularität des Spiels und des Feedbacks der Community fügte Herbert später die zusätzlichen Spielmodi osu!mania, osu!taiko und osu!catch hinzu. Nach der Veröffentlichung von osu! gab Herbert seine Vollzeittätigkeit in der IT-Branche schrittweise auf, um sich auf die Weiterentwicklung des Spiels zu konzentrieren.:36:49 In einem Interview vom Juli 2014 für den offiziellen osu!-YouTube-Kanal erklärte Herbert, dass sowohl die Benutzeroberfläche des Spielclients als auch der Website zu diesem Zeitpunkt komplett überarbeitet wurden.:34:42 Im selben Interview äußerte er Interesse daran, größere Features wie ein Multiplayer-Power-up-System (inspiriert von Osu! Tatakae! Ōendan und TetriNET),:16:14  eine 3D-Rotation des Spielfelds:25:23 sowie erweiterte Multiplayer-Lobbys:37:40 einführen zu wollen.
Osu! verfügt über zwei verschiedene Versionen: osu! Stable (die ursprüngliche Version) und osu! lazer, eine überarbeitete Neuauflage des Spiels mit neuen Features und Fehlerbehebungen. Das Endziel ist die vollständige Ablösung der Stabilversion von osu! durch osu! lazer.

## Medialer Einfluss

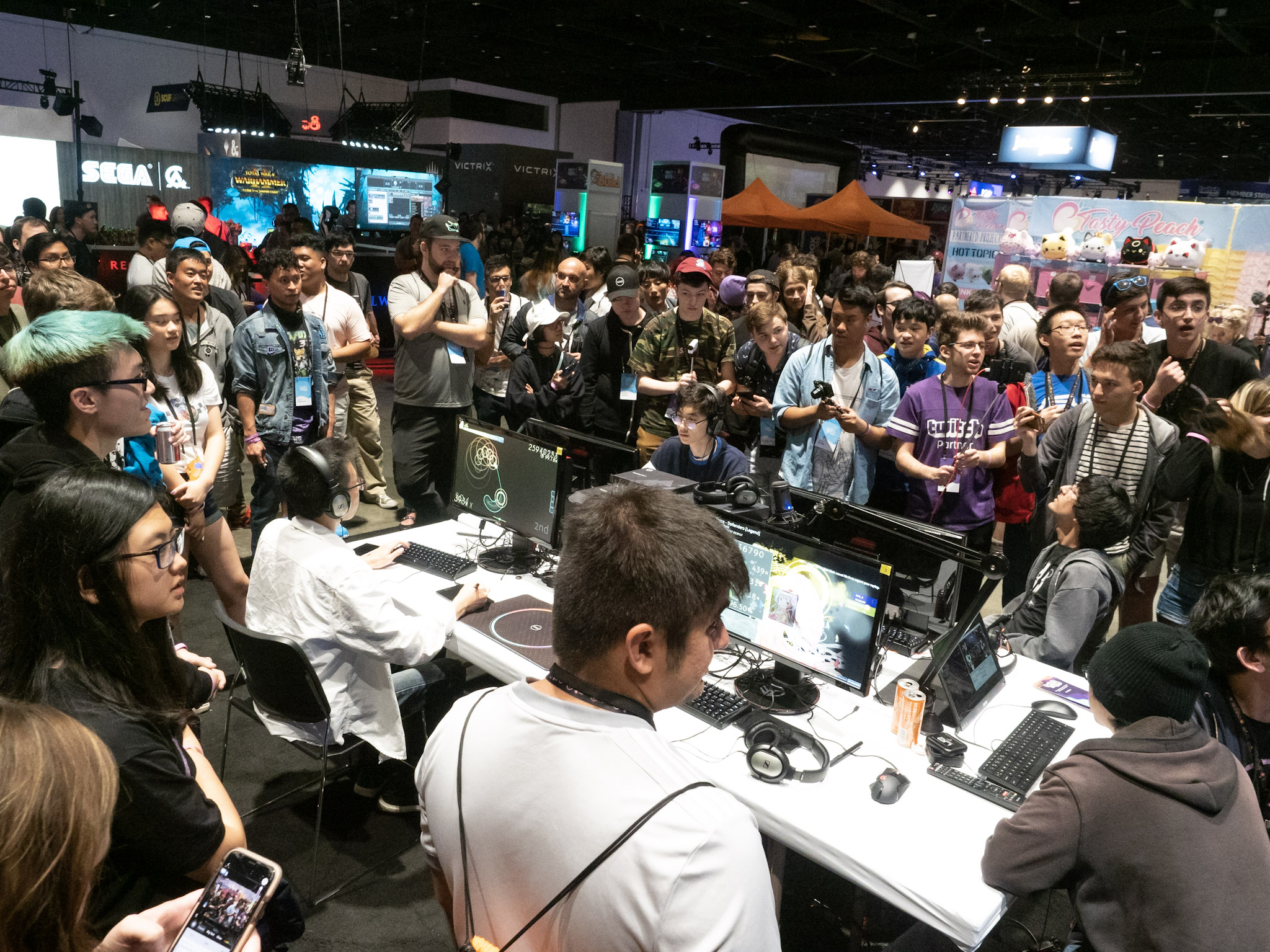
Ein Publikum verfolgt den Wettkampf der Spieler idke und RyuK am osu!-TwitchCon-Stand im Jahr 2018.

Die anhaltende Popularität von osu! seit der Veröffentlichung wird auch durch die mediale Verbreitung auf Streaming- und Videoplattformen wie YouTube und TikTok deutlich. Eine künstlich intelligente VTuberin namens Neuro-sama wurde berühmt, weil sie das Spiel spielte und den weltbesten osu!-Spieler in einem 1-gegen-1-Match besiegte. Das Spiel basiert auf einem Modell mit nutzergenerierten Beatmaps, was wiederholt als zentraler Faktor für seine Popularität und Langlebigkeit genannt wurde. Ein Großteil der verfügbaren Musik besteht aus Anime-Songs. Das Spiel richtet sich gezielt an internationale Fans der japanischen Kultur und ist auch von dieser inspiriert, insbesondere durch den Einfluss von Osu! Tatakae! Ōendan und anderen Rhythmusspielen aus Japan seit den 1990er Jahren.
Im Rahmen des Spiels werden in regelmäßigen Abständen Turniere als zusätzliches Wettbewerbsformat ausgerichtet. Der Osu! World Cup ist ein jährliches Turnier, das aus einer Gruppenphase und einer K.-o.- oder Doppel-K.-o.-Runde aus den 32 höchstgesetzten Nationalteams der Welt besteht – in der Regel mit 6 bis 8 Spielern pro Team.
Aufgrund der Betonung des Spiels auf schnelle und präzise Mausbewegungen zu festgelegten Bildschirmpunkten nutzen es einige MOBA- und Ego-Shooter-Spieler, um ihre Reflexe sowie ihre Mauskontrolle zu trainieren, und es wurde bereits von einigen E-Sport-Profis wie Ninja speziell empfohlen.

### Eingabegeräte
Auch wenn osu! mit einer normalen Computermaus spielbar ist, zeichnet sich das Spiel besonders dadurch aus, dass es ungewöhnliche Eingabegeräte unterstützt – so raten viele Spieler zum Beispiel zu Grafiktabletts mit Stift, um das Spielgefühl von Osu! Tatakae! Ōendan authentischer nachzubilden. Die einfache Nutzung von Maus und Tastatur wird als weiterer Grund für die Beliebtheit des Spiels genannt. Der Gaming-Tastaturenhersteller Wooting kündigte im März 2023 eine Drei-Tasten-Tastatur an, die speziell für osu! entwickelt wurde, da ihre Tastaturen unter den Spielern sehr beliebt sind.

### Kritische Rezeption
Jeuxvideo.com bewertete osu! im Jahr 2015 positiv mit 18/20 Punkten und lobte das einfache Gameplay sowie die lebendige Community, kritisierte jedoch die hohe Einstiegshürde, die fehlende Originalität der Spielmodi und die als übertrieben empfundene Dominanz japanischer Musik. Im Jahr 2010 merkte Daniel Ball von MMOGames.com an, dass sich das Spiel zwar stark an Elite Beat Agents orientiere, sich aber durch die umfangreiche Bibliothek hochwertiger, von der Community erstellter Inhalte sowie durch seine Personalisierungmöglichkeiten abhebe.